# Groove Coverage
Groove Coverage est un groupe de dance allemand composé de Axel Konrad, DJ Novus et Ole Wierk. Les chanteuses se prénomment Mell et Verena. Ce groupe connaît un grand succès dans le monde, en Europe et aussi au Canada. Leur répertoire consiste essentiellement en des reprises trance de chansons à succès, comme Moonlight Shadow de Mike Oldfield, Poison d'Alice Cooper ou  Love is an Angel de Sylver.
Le groupe possède cinq albums à son actif, Covergirl (2002), 7 Years and 50 Days (2004), Best Of (2005), 21st Century (2006) et Riot on the Dancefloor (2012). Un disque spécial regroupant leurs meilleurs titres intitulé Groove Coverage a été réservé au Canada.
Avec onze singles classés au Top 50 allemand et plus de 13 millions d'exemplaires vendus dans le monde, Groove Coverage est l'un des groupes de dance allemands les mieux connus.

## Histoire

### Covergirl(2001–2002)
Groove Coverage a sorti quelques singles dance, notamment Are U Ready et Hit Me avant de sortir le single percutant Moonlight Shadow (une reprise de la chanson homonyme de Mike Oldfield) qui s'est classé à la troisième place dans le classement allemand des médias en juin 2002. À la fin de l'année 2002, le groupe sort son premier album Covergirl, avec le single suivant God is a Girl. Mell était enceinte lors de la production du clip de Moonlight Shadow, tourné à Budapest, et a été remplacée par le mannequin Henrika Spillner.

### 7 Years and 50 Dayset succès international (2003–2004)
Après le succès des singles Moonlight Shadow et God is A Girl, Groove Coverage sort un nouveau single intitulé The End, qui sort en avril 2003 et atteint la 14e place du Media Control Charts allemand. À la fin de l'année 2003, le groupe sort un nouveau single dans le top 10, une reprise du tube d'Alice Cooper Poison, suivi du deuxième album studio 7 Years and 50 Days' en mars 2004, qui produit cinq singles classés dans le top 20 en Allemagne : The End, Poison, 7 Years and 50 Days, She et Runaway.

### 21st CenturyetGreatest Hits(2005–2007)
En 2005, 7 Years and 50 Days atteint le statut de disque de platine en Asie et a connu un énorme succès en Indonésie. Au Royaume-Uni et en Irlande, la reprise de Poison par le groupe devient un hit du top 40, se classant à la 32e place de l'UK Singles Chart, ainsi que la 15e place en Allemagne et la 12e en Autriche, ce qui aide le groupe à atteindre de nouveaux territoires tels que l'Espagne et la Chine, où God is A Girl devient la chanson la plus vendue en 2007, ayant été téléchargée plus de 1,5 million de fois.
En juillet 2006, le groupe a sorti son troisième album studio, 21st Century, qui comprenait leurs récents singles Holy Virgin, On the Radio et 21st Century Digital Girl.
Avec un succès modéré pour leur troisième album, Groove Coverage n'a plus sorti de musique jusqu'à la fin de l'année 2007, où ils ont sorti le single Because I Love You pour promouvoir leur première compilation Greatest Hits. Une fois de plus, le groupe n'a connu qu'un succès modéré avec le nouveau single et l'album, et a été abandonné par son label Universal Music Germany.

### Riot on the Dancefloor(2010–2012)
En 2010, Groove Coverage a célébré son nouveau contrat musical avec Sony Music / Columbia. À cette occasion, ils ont sorti le nouveau single très attendu Innocent, une autre reprise de Mike Oldfield. Le single est devenu la plus haute entrée dans le Media Control Charts allemand, se classant à la 38e place.
Au printemps 2011, le single Angeline sort, se classant à la 22e place du Media Control Charts allemand ; le single s'est avéré être un succès massif pour le groupe, restant dans le top 50 allemand pendant plus de 16 semaines, et se classant à la première place du DJ Top 100 International charts, et dans le classement numérique MusicLoad.
En mars 2012, le très attendu quatrième album studio Riot on The Dancefloor sort.

### DeTell MeàMillion Tears(2013–2016)
Le 1er décembre 2013, le groupe lance son nouveau site web, où il annonce qu'il a terminé le travail sur le nouveau single et qu'il sortira bientôt. Tell Me sort le 31 janvier 2014. Le clip vidéo est diffusé en avant-première quelques jours avant sa sortie et comporte de nombreuses apparitions d'invités dont Rameez, DJane HouseKat, Verena Rehm, Micaela Schaefer et Shaun Baker. Le 19 décembre 2014, Groove Coverage surprend ses fans avec la sortie de leur single Wait. Un clip vidéo de la sortie est publié le 17 décembre 2014.
Le 29 mai 2015, le groupe prévoit de sortir son dix-huitième single, Million Tears. Le titre figurait à l'origine sur leur album Covergirl, sorti en 2002, mais il n'a jamais été publié en tant que single pour celui-ci. La version single a été réenregistrée avec une nouvelle production.

### Nouvelles sorties (2017—2020)
Le 1er juin 2017, le groupe modifie sa photo Facebook avec le message « Notre prochain single est prêt, et maintenant nous recherchons des remixeurs amateurs. » À la recherche de remixeurs ou de producteurs désireux d'essayer leur propre version du titre 110 à 130 bpm dans n'importe quel genre. Aucun titre ni date de sortie n'ont été communiqués pour l'instant. Les fans s'attendent à ce que l'album sorte à l'automne 2017.
Le groupe a écrit sur sa page Facebook officielle que le nouveau single sortirait à l'automne et ils ont présenté leur vidéo pour Wake Up sur leur page Facebook le 16 novembre 2017.
Wake Up comprend une boucle vocale, inspirée/ressemblant à une mélodie et des paroles similaires de la chanson Viva Forever des Spice Girls sorti en 1998. Les reprises sont monnaie courante.

### 20eanniversaire (depuis 2021)
En prévision du 20e anniversaire, Groove Coverage sort deux nouveaux singles en novembre 2021 : Higher Energy et une réédition de Moonlight Shadow en collaboration avec W&W.
Le 31 janvier 2022, le groupe a publié de nouvelles photos de presse à l'occasion de son 20e anniversaire. Un troisième single Monsters In My Head sort le 11 février 2022. Mell partage un clip annonce sur son compte Instagram la semaine précédant sa sortie. Le 1er avril 2022, le groupe entame sa tournée mondiale du 20e anniversaire. Un teaser pour le prochain single The Truth est publié le 11 avril 2022. La sortie du single est prévue pour le 15 avril 2022.

## Discographie

### Compilations
- 2005 : Greatest Hits
- 2005 : Best of …
- 2005 : Poison (The Best of Groove Coverage)
- 2007 : Greatest Hits
- 2008 : Definitive Greatest Hits & Vid
- 2008 : Moonlight Shadow
- 2008 : Runaway

### EP
- 2004 : Poison (The Remix EP)[7]
- 2008 : Holy Virgin EP
- 2010 : Innocent EP
- 2011 : Angeline EP
- 2015 : Million Tears EP

### Singles
- Hit Me (1999)
- Are U Ready (2000)
- Moonlight Shadow (2001)
- God is A Girl (2002)
- Poison (2003)
- The End (2003)
- 7 Years and 50 Days (2004)
- Runaway (2004)
- She (2004)
- Holy Virgin (2005)
- On The Radio (17 mars 2006)
- 21st Century Digital Girl (23 juin 2006)
- Because I Love You (14 septembre 2007)
- Innocent (septembre 2010)
- Angeline (avril 2011)
- Think About the Way feat Rameez (16 mars 2012)
- Riot On The Dancefloor (août 2012)
- Tell Me (février 2014)

## Vidéographie

### Clips
- 2004 : Runaway, tiré de 7 Years and 50 Days, dirigé par Patric Ullaeus
- 2006 : 21st Century Digital Girl, tiré de 21st Century, dirigé par Patric Ullaeus